# Astyochia major
Astyochia major är en fjärilsart som beskrevs av Paul Dognin 1914. Astyochia major ingår i släktet Astyochia och familjen mätare. Inga underarter finns listade i Catalogue of Life.